# Comaloforno
Besiberri – szczyt w Pirenejach. Leży w Hiszpanii, w prowincji Lleida, przy granicy z Francją. Należy do Pirenejów Wschodnich. Jest najwyższym szczytem masywu Besiberri.
Pierwszego wejścia dokonali Henri Brulle, Jean Bazillac i Célestin Passet w 1882 r.